# Nioghalvfjerdsgletsjer
De Nioghalvfjerdsgletsjer (Deens: Nioghalvfjerdsbræ) is een gletsjer in Nationaal park Noordoost-Groenland in het oosten van Groenland. Naar de gletsjer wordt soms ook met "79 N Gletsjer", verwijzende naar de 79e breedtegraad noord waarop de gletsjer gelegen is.

## Geografie
De gletsjer is zuidwest-noordoost georiënteerd en mondt uit via het Nioghalvfjerdsfjorden in de Groenlandzee. De Nioghalvfjerdsgletsjer watert een gebied av van 103.314 km² van de groenlandse ijskap met een flux (hoeveelheid ijs verplaatst van land naar zee) van 14,3 km³ per jaar, gemeten in 1996.
De gletsjer heeft drijvende gletsjertong gehad met een lengte van 80 kilometer en een breedte van 20 kilometer, wijder wordend richting de terminus. Er zijn twee afkalvende fronten waar de gletsjer de oceaan bereikt, de hoofdtak in het zuiden en de Spaltegletsjer via de Dijmphna Sund in het noordoosten. Ertussen ligt het eiland Hovgaard Ø.
In augustus 1997 heeft de zuidelijke gletsjertong met vijf kilometer teruggetrokken, zonder bovenstrooms dunner te zijn geworden.
Ten noorden van de gletsjertong liggen Skallingen en Hovgaard Ø, in het zuiden het Lambertland.
Ongeveer 20 kilometer naar het zuiden mondt de gletsjer Zachariae Isstrom uit in de Groenlandzee.